# Foros de Salvaterra
Foros de Salvaterra é uma povoação portuguesa do Município de Salvaterra de Magos que foi sede da extinta Foros de Salvaterra, freguesia que tinha 35,80 km² de área e 4920 habitantes (2011), e, por isso, uma densidade populacional de 137,4 hab./km². 
A Freguesia de Foros de Salvaterra foi extinta em 2013, no âmbito de uma reforma administrativa nacional, tendo o seu território sido agregado ao da Freguesia de Salvaterra de Magos para formar uma nova freguesia denominada União de Freguesias de Salvaterra de Magos e Foros de Salvaterra.

## Enquadramento
O Município de Salvaterra de Magos, do Distrito de Santarém, localiza-se na região Alentejo (NUT II), na Lezíria do Tejo (NUT III). Situado na margem esquerda do rio Tejo, faz fronteira a norte com o Cartaxo e com Almeirim, a sul com Benavente, a oeste com Azambuja (distrito de Lisboa) e a este e a sul com Coruche.
Visivelmente localizada abaixo do Rio Tejo, há quem considere que esta freguesia, dada como extinta , pertence ao Alentejo. Além da sua condição geográfica, os Foros de Salvaterra, à semelhança do Alentejo, valorizam muito a agricultura nos seu vastos terrenos férteis, onde se fazem sentir condições atmosféricas idênticas à província anteriormente referida.
Apesar de se localizar abaixo do Rio Tejo esta província faz parte do Ribatejo pois toda a sua cultura vem de costumes Ribatejanos. 
Quanto ao património, esta localidade, com campos verdejantes e férteis, depende muito frequentemente de adubos naturais provenientes, na sua maioria, de uma terra tipicamente Ribatejana, a Golegã. A Capital do Cavalo permite então uma paisagem verdejante da qual surgem diferentes produtos para consumo, como por exemplo a tão famosa batata dos Foros. Por sua vez Salvaterra, onde se encontra a, em tempos, freguesia, retribui à vila, já proferida, com uma homenagem encontrada no troço Escaroupim - a Ilha dos Cavalos, à qual a terra da famosa Feira Nacional do Cavalo fica eternamente agradecida. 

## População
| População da freguesia de Foros de Salvaterra | População da freguesia de Foros de Salvaterra | População da freguesia de Foros de Salvaterra | População da freguesia de Foros de Salvaterra | População da freguesia de Foros de Salvaterra | População da freguesia de Foros de Salvaterra | População da freguesia de Foros de Salvaterra | População da freguesia de Foros de Salvaterra | População da freguesia de Foros de Salvaterra | População da freguesia de Foros de Salvaterra | População da freguesia de Foros de Salvaterra | População da freguesia de Foros de Salvaterra | População da freguesia de Foros de Salvaterra | População da freguesia de Foros de Salvaterra | População da freguesia de Foros de Salvaterra |
| --------------------------------------------- | --------------------------------------------- | --------------------------------------------- | --------------------------------------------- | --------------------------------------------- | --------------------------------------------- | --------------------------------------------- | --------------------------------------------- | --------------------------------------------- | --------------------------------------------- | --------------------------------------------- | --------------------------------------------- | --------------------------------------------- | --------------------------------------------- | --------------------------------------------- |
| 1864                                          | 1878                                          | 1890                                          | 1900                                          | 1911                                          | 1920                                          | 1930                                          | 1940                                          | 1950                                          | 1960                                          | 1970                                          | 1981                                          | 1991                                          | 2001                                          | 2011                                          |
|                                               |                                               |                                               |                                               |                                               |                                               |                                               |                                               |                                               |                                               |                                               |                                               | 3 769                                         | 4 017                                         | 4 920                                         |

Criada pela lei nº 73/84, de 31 de Dezembro, com lugares desanexados da freguesia de Salvaterra de Magos
| Distribuição da População por Grupos Etários | Distribuição da População por Grupos Etários | Distribuição da População por Grupos Etários | Distribuição da População por Grupos Etários | Distribuição da População por Grupos Etários | Distribuição da População por Grupos Etários | Distribuição da População por Grupos Etários | Distribuição da População por Grupos Etários | Distribuição da População por Grupos Etários | Distribuição da População por Grupos Etários |
| -------------------------------------------- | -------------------------------------------- | -------------------------------------------- | -------------------------------------------- | -------------------------------------------- | -------------------------------------------- | -------------------------------------------- | -------------------------------------------- | -------------------------------------------- | -------------------------------------------- |
| Ano                                          | 0-14 Anos                                    | 15-24 Anos                                   | 25-64 Anos                                   | > 65 Anos                                    |                                              | 0-14 Anos                                    | 15-24 Anos                                   | 25-64 Anos                                   | > 65 Anos                                    |
| 2001                                         | 606                                          | 561                                          | 2 212                                        | 638                                          |                                              | 15,1%                                        | 14,0%                                        | 55,1%                                        | 15,9%                                        |
| 2011                                         | 809                                          | 475                                          | 2 656                                        | 980                                          |                                              | 16,4%                                        | 9,7%                                         | 54,0%                                        | 19,9%                                        |

Média do País no censo de 2001:  0/14 Anos-16,0%; 15/24 Anos-14,3%; 25/64 Anos-53,4%; 65 e mais Anos-16,4%
Média do País no censo de 2011:   0/14 Anos-14,9%; 15/24 Anos-10,9%; 25/64 Anos-55,2%; 65 e mais Anos-19,0%